# Clunio aquilonius
Clunio aquilonius är en tvåvingeart som beskrevs av Tokunaga 1938. Clunio aquilonius ingår i släktet Clunio och familjen fjädermyggor. Inga underarter finns listade i Catalogue of Life.